# Tatjana Pavlovna Ehrenfest
Tatjana Pavlovna Ehrenfest, senare van Aardenne-Ehrenfest, född  28 oktober 1905 i Wien, död 29 november 1984 i Dordrecht, var en holländsk matematiker. Tatjana är känd för sina bidrag till de Bruijn-sekvenser, Van der Corput-sekvenserna och BEST-teoremet.  Hon var dotter till  Paul Ehrenfest (1880–1933) och Tatjana Alexejevna Afanasjeva (1876–1964).

## Levnad
Tatjana Ehrenfest föddes i Wien och tillbringade sin barndom i Sankt Petersburg. 1912 flyttade familjen till Leiden där hennes far efterträdde H. A. Lorentz som professor vid Universitetet i Leiden. Fram till 1917 var hon hemskolad, därefter gick hon på Stedelijk Gymnasium i Leiden, där hon tog examen 1922.
Hon studerade sedan matematik och fysik vid Universitetet i Leiden. 1928 reste hon till Göttingen där hon tog kurser för Harald Bohr och Max Born. Den 8 december 1931 fick hon sin doktorsexamen i Leiden. Efter det var hon aldrig anställd eller hade någon akademisk befattning. Det bör nämnas att universitetet i Leiden fick sin första kvinnliga student år 1873, alltså fick Tatjana sin doktorsexamen 58 år efter detta vilket är en relativt kort period om man ser till universitetets totala verksamhetstid (grundat 1575). Detta kan ha varit en anledning till att Tatjana aldrig hade någon akademisk befattning.
Under sitt äktenskap bytte hon namn till Tanja van Aardenne-Ehrenfest.

## Familj
Tatjana Ehrenfest var dotter till Tatjana Alexejevna Afanasjeva, en framstående matematiker och fysiker som tillsammans med Tatjana Ehrenfest's far Paul Ehrenfest skrev den berömda översynen av Ludwig Boltzmanns verk. Hon utförde också utbredd forskning om vetenskapen om undervisning, slumpmässighet och entropi, och har samarbetat med sin man under hela sin produktiva karriär.

## Vetenskaplig gärning
Tatjana Ehrenfest är känd för sina insatser i flera matematiska verk:

### BEST-theoremet
I grafteori, en del av den diskreta matematiken, ger BEST-teoremet en produktformel för antalet Eulerkretsar hos en riktad graf. Namnet är ett akronym av de personer som upptäckte teoremet där E står för Ehrenfest.

### de Bruijn-sekvenser
Inom kombinatoriken är en k-när de Bruijn-sekvens B(k, n) av ordningen n en cyklisk sekvens till ett givet alfabet A med storleken k i vilken varje möjlig delsekvens av längden n uppträder en och endast en gång som på varandra följande tecken.

### Van der Corput-sekvenserna
En van der Corput-sekvens är ett exempel på den enklaste endimensionella lågavvikande sekvensen över enhetintervallet; Det beskrevs först 1935 av den nederländska matematikern J. G. van der Corput. Den är konstruerad genom att vända bas-n-representationen av sekvensen av naturliga nummer (1, 2, 3, ...).